# 21636 Huertas
A 21636 Huertas (ideiglenes jelöléssel 1999 NS34) a Naprendszer kisbolygóövében található aszteroida. A LINEAR projekt keretében fedezték fel 1999. július 14-én.